# 陈传席
陈传席（1950年9月—），男，江苏徐州人，生于山东，中国美术史学家、美术理论家、书画家，中国人民大学教授，中国美术家协会理论委员会副主任。